# Coppa Agostoni 2012
La Coppa Agostoni 2012, sessantaseiesima edizione della corsa e valida come evento dell'UCI Europe Tour 2012 categoria 1.1, si svolse il 17 agosto 2012 su un percorso di 196,5 km. La vittoria fu appannaggio dell'italiano Emanuele Sella, che completò il percorso in 4h25'39", precedendo i connazionali Fortunato Baliani e Danilo Di Luca.

## Ordine d'arrivo (Top 10)
| Pos. | Corridore         | Squadra            | Tempo    |
| ---- | ----------------- | ------------------ | -------- |
| 1    | Emanuele Sella    | Androni Giocattoli | 4h25'39" |
| 2    | Fortunato Baliani | Nippo              | s.t.     |
| 3    | Danilo Di Luca    | Acqua & Sapone     | a 2'50”  |
| 4    | Davide Mucelli    | Utensilnord        | s.t.     |
| 5    | Riccardo Chiarini | Androni Giocattoli | s.t.     |
| 6    | Fabio Taborre     | Acqua & Sapone     | a 3'08”  |
| 7    | Giovanni Visconti | Movistar Team      | s.t.     |
| 8    | Gabriele Bosisio  | Utensilnord        | s.t.     |
| 9    | Angelo Pagani     | Colnago            | s.t.     |
| 10   | Francesco Failli  | Farnese Vini       | s.t.     |